# Vicente Blasco Ibáñez
Vicente Blasco Ibáñez (Valencia, 1867. január 29. – Menton, 1928. január 28.) spanyol regényíró, újságíró, köztársaságpárti politikus. Radikális gondolkozású és tollú, igen termékeny és népszerű író, Miguel de Unamuno mellett korának legnagyobb spanyol elbeszélője volt. 

## Életpályája
Gazdag és „előkelő” családjának kívánságára jogot tanult. Első művei realisztikusok és antiklerikálisok voltak, amiért is szüleivel meghasonlott és Madridba ment, ahol rövid ideig nyomorral küzdött, mert csak 20 duróval hagyta el a szülői házat. Népszerűvé El Conde Garci Fernandez c. történelmi regénye tette, mely egyúttal jövőjét is megalapozta az egyetemet végzett fiatalembernek. A kiadók ettől fogva szívesen vállalkoztak művei kiadására. 18 éves korában már hat regénye volt készen. Fiatalon csatlakozott a spanyolországi köztársasági mozgalomhoz, miért is többször börtönbe került. Szocialista iránya és tevékenysége hazája elhagyására kényszerítette, első emigrációja alatt egy ideig Párizsban élt bohém-életet. Itt írta meg La história de la revolución espanola c. művét, mellyel még nagyobb sikert aratott, mint az előbbiekkel. Legünnepeltebb műve azonban La Barraca (1898) c. regénye, melyet rövid egymásutánban Entre naranjos, Flor de mayo (1905), Canas y barro, Arroz y tartana, La Catedral (1903), La bodega, La fábbrica színes tollal megírt egyházellenes irányú társai követtek. Későbbi regényeiben: La maja desnuda, Los muertos mandan, La casa de todos szakított a realizmussal és a modern romantika mellé szegődött, nem csekélyebb sikerrel. Keleti úti képeit is nagy szeretettel olvasták. Éveken át tagja volt a spanyol képviselőháznak. A diktatúra ellen szóval, írásban harcolt. Halálra keresték, de sikerült ismét Párizsba mennie. Emigrációban halt meg.

## Munkássága
Ibáñezt tartják a „spanyol Zolának”. Irodalomban és politikában egyaránt nagy szerepet játszott. Minden téren forradalmi temperamentuma és szocialisztikus felfogása irányították. Regényeiben a társadalmi élet kendőzetlen leírását adta, mindenkor égő tendenciával a jelen bűnei ellen. Egyes műveiben a klerikalizmus bűneit cibálja új erkölcsi felfogás tiszta napfényére, másokban a monarchista felfogással szemben a köztársaság mellett tör lándzsát, ismét másokban a kapitalizmus erkölcsi züllöttségével szemben igyekszik az emberiség útját a jövő felé egyengetni. Legnépszerűbb könyve a spanyol forradalomról szóló műve. A nád és iszap és A csoda című regényeiben megrázó erővel rajzolja a proletariátus életét. A székesegyház című regénye a forradalmárok világában játszódik le és erősen egyházellenes irányú. Az első világháború alatt írta meg világhírű pacifista munkáját Az apokaliptikus lovasok címen, amelyben a német militarizmust támadta. Rendkívül érdekes a világkörüli útjáról szóló háromkötetes útleírása. Miután Primo de Rivera diktatúrája Spanyolországban lehetetlenné tette a szabad véleménynyilvánítást, kíméletlenül támadta XIII. Alfonz és a diktátor frigyét. A harcos irodalom világszerte népszerű kiválósága volt. Végrendeletében meghagyta, hogy holtan sem kíván visszatérni Spanyolországba, míg a reakciós uralom tart. Villájáról úgy rendelkezett, hogy nemzetközi íróotthonná alakítsák, amelyben bármilyen nemzetiségű író hajlékot találjon. 
Magyarul La maja desnuda (A meztelen asszony), Flor de Mayo (Május virága), Los enemigos de la mujer (Nőgyűlölők), Arene y sangre és Los cuatro sinetes del apocalipsis (Az apokalipszis négy lovasa c. háborús tárgyú regénye) jelent meg.